# Нижнекондратинское сельское поселение
Нижнекондратинское се́льское поселе́ние — муниципальное образование в Чистопольском районе Татарстана Российской Федерации.
Административный центр — село Нижняя Кондрата.

## История
Статус и границы сельского поселения установлены Законом Республики Татарстан от 31 января 2005 года № 44-ЗРТ «Об установлении границ территорий и статусе муниципального образования "Чистопольский муниципальный район" и муниципальных образований в его составе».

## Население
| 2010 | 2011 | 2012 | 2013 | 2014 | 2015 | 2016 |
| ---- | ---- | ---- | ---- | ---- | ---- | ---- |
| 433  | ↘432 | ↘421 | ↘414 | ↘407 | ↘381 | ↘374 |
| 2017 | 2018 |      |      |      |      |      |
| ↘362 | ↘345 |      |      |      |      |      |

## Состав сельского поселения
| № | Населённый пункт | Тип населённого пункта       | Население |
| - | ---------------- | ---------------------------- | --------- |
| 1 | Нижняя Кондрата  | село, административный центр | ↘362      |